# Mastixis infuscata
Mastixis infuscata är en fjärilsart som beskrevs av Paul Dognin 1914. Mastixis infuscata ingår i släktet Mastixis och familjen nattflyn. Inga underarter finns listade i Catalogue of Life.